# Ludmila Budar
Ludmila Budar (obersorbisch Ludmila Budarjowa; * 7. April 1949 in Ostro) ist eine sorbische Slawistin, Sorabistin, Russistin und Pädagogin. Sie war von dessen Gründung 1991 bis 2021 Vorsitzende des Sorbischen Schulvereins.

## Leben
Ludmila Budar wurde im Jahre 1949 geboren. Sie absolvierte 1967 ihr Abitur und studierte von 1967 bis 1971 Slawistik, Sorabistik, Russistik und Pädagogik in Leipzig und Woronesch. Sie arbeitete nach dem Studium (1971–74) als Lehrerin in Göda (Hodźij). In der Wendezeit 1989/90 engagierte sich Ludmila Budar gemeinsam mit ihrem Mann Benno Budar in der Initiativgruppe für eine Sorbische Volksversammlung, die für eine gründliche Umstrukturierung und Demokratisierung der sorbischen Institutionen sowie personelle und strukturelle Veränderungen in der Domowina eintrat. Ab 1990 war sie stellvertretende Geschäftsführerin und Abteilungsleiterin des Domowina-Verlages und von 1995 bis 2003 dessen Geschäftsführerin. Von 2004 bis zum Eintritt in den Ruhestand 2012 arbeitete sie als wissenschaftliche Mitarbeiterin der Abteilung Sprachwissenschaft des Sorbischen Instituts und beschäftigte sich unter anderem mit den Themengebieten „Zweisprachigkeit“, „Geschichte des sorbischen Schulwesens nach 1989“ und „Lernziele für die sorbische Sprache im Vergleich zur deutschen Sprache“.
Von 1991 bis 2021 war sie Vorsitzende des Sorbischen Schulvereins e. V. (Serbske šulske towarstwo z.t.).

## Mitgliedschaft
- 1971–2019: Obersorbische Sprachkommission
- 1991–1995: Stiftung für das sorbische Volk (Stiftungsratsvorsitzende)
- seit 1991: Sorbischer Schulverein e. V. (Vorsitzende bis 2021)
- 2010–2015: Rat für sorbische Angelegenheiten im Freistaat Sachsen (stellv. Vorsitzende)
- 2011/12: Präsidentin des Rotary-Clubs Bautzen/Budyšin

## Publikationen
- Słownik hornjoserbsko-němski / Wörterbuch Obersorbisch-deutsch. Leiterin des Autorenkollektivs: Ludmila Budarjowa; Autoren: Bjarnat Rewjerk, Kata Malinkowa, Lora Kowarjowa, Budyšin, LND, 1990, S. 319
- Zum sorbischen Schulwesen in Deutschland unter besonderer Darstellung der aktuellen Situation im Freistaat Sachsen. Autoren: Ludmila Budar, Sebastian Handrick, Helge Paulig und Helene Pech, in: EUROPA REGIONAL 10 (2002) 2, Institut für Länderkunde Leipzig (Hrsg.), S. 75–80
- Wuwiće serbsko-němskeje dwurěčnosće pola předšulskich dźěći – metody přepytowanja a prěnje wuslědki. / Die Entwicklung der sorbisch-deutschen Zweisprachigkeit bei Vorschulkindern – Untersuchungsmethoden und erste Ergebnisse. Ludmila Budar und Jana Šołćina In: Rozhlad 55, 9/10, S. 349–359
- 10 lět Witaj – modelowy projekt Serbskeho šulskeho towarstwa z.t. / 10 Jahre Witaj – Modellprojekt des Sorbischen Schulvereins e. V.[1]
- 20 lět Serbske šulske towarstwo z.t. / 20 Jahre Sorbischer Schulverein e. V. (Herausgeberin und Mitautorin)[2]
- Božena Nawka-Kunysz, Biografischer Eintrag[3]
- Wo přiswojenju serbšćiny a němčiny / Zum sorbisch-deutschen Spracherwerb[4]
- Witaj 20 lět / Witaj 20 Jahre[5]
- Posrědkowanje serbšćiny / Sorbisch im Bildungswesen[6]
- Zweisprachig von Anfang an (Sorbian – Being Bilingual from Childhood)[7]

## Auszeichnungen
Am 26. Mai 2001 wurde ihr von Landtagspräsident Erich Iltgen die Sächsische Verfassungsmedaille verliehen.
Am 24. Januar 2024 wurde ihr von Ministerpräsident Michael Kretschmer der Verdienstorden der Bundesrepublik Deutschland verliehen.